# Öcsöd
Öcsöd é uma vila da Hungria, situada no condado de Jász-Nagykun-Szolnok. Tem 103,66 km² de área e sua população em 2019 foi estimada em 3.203 habitantes.